# Israa Jaabis
Israa Jaabis, née le 22 juillet 1986, est une Palestinienne détenue, de 2015 à 2023, dans une prison israélienne.
Le 11 octobre 2015, à 31 ans, elle rentre chez elle à Jérusalem. À environ 500 mètres d'un poste de contrôle militaire israélien, la voiture explose à proximité d'un officier de police israélien, Moshe Chen, qui est brûlé au visage et au torse. Pour sa part, Israa Jaabis subit des brûlures au visage et l'amputation de huit de ses dix doigts. 
Plusieurs interprétations de l'explosion coexistent. Selon les enquêteurs israéliens, Israa Jaabis aurait volontairement fait exploser une bouteille de gaz, tentant de commettre un attentat suicide.  Enfin, les médias évoquent une panne de moteur qui aurait conduit à un incendie,. 
Un an plus tard, Israa Jaabis est condamnée à 11 ans de prison.
Elle a un fils, Mutasem Jaabis, 6 ans au moment de l'accident à qui l'on refuse l'accès à sa mère dans la prison de HaSharon, au nord d'Israël. Une rencontre spéciale est organisée par la Croix-Rouge entre la mère et le fils après un an et demi de détention israélienne après plusieurs vaines tentatives. Son fils l'a vue de face pour la première fois depuis l'accident. Les prisons israéliennes n'autorisent pas les rencontres entre les détenus et les visiteurs et se font généralement par téléphone si elles sont autorisées avec un mur de verre entre le prisonnier et le visiteur.
Le cas de Jaabis est souvent décrit par les anciennes détenues comme le cas humain le plus critique derrière les barreaux. Nasreen Abu Kmail, une prisonnière récemment libérée qui vivait avec Israa dans la même cellule de la prison de Damon, a décrit Israa comme « le cas le plus difficile » derrière les barreaux : « Elle ne peut ni manger ni respirer correctement et souffre d'inflammations aiguës dues à sa blessure. »

## Campagnes de réseaux sociaux
Des campagnes sur les réseaux sociaux sont lancées de manière récurrente depuis 2016 en faveur de sa libération. Ces campagnes se sont accentuées depuis 2020 et le hashtag #SaveIsraa a été en tête sur twitter début septembre 2021.

## Dans la culture populaire
L'histoire de Jaabis a été présentée dans un film documentaire israélien Lea Tsemel, Avocate en 2019 .

### Pages connexes
- Prisonniers palestiniens d'Israël
- Addameer
- Khalida Jarrar